# Sophie de Suède
Titres
Grande-duchesse consort de Bade
30 mars 1830 – 24 avril 1852
(22 ans et 25 jours)
Grande-duchesse consort douairière de Bade
24 avril 1852 – 6 juillet 1865
(13 ans, 2 mois et 12 jours)
Sophie Wilhelmine de Holstein-Gottorp, princesse de Suède et de Finlande (en suédois : Sofia av Sverige), née le 21 mai 1801 au palais royal de Stockholm (Suède-Finlande) et morte le 6 juillet 1865 au château de Karlsruhe (grand-duché de Bade), est une princesse de Suède-Finlande devenue grande-duchesse consort de Bade à la suite de son mariage avec Léopold Ier de Bade.

## Une famille désordonnée
Second enfant (son frère aîné est le prince héritier Gustave, futur époux de Louise de Bade, petite-fille de Charles-Louis de Bade et d'Amélie de Hesse qui suivent) et première fille du roi Gustave IV de Suède et de son épouse la princesse Frédérique de Bade (fille de Charles-Louis de Bade et d'Amélie de Hesse-Darmstadt), elle est la petite-fille du roi Gustave III de Suède, assassiné en 1792 par un complot de la noblesse. Elle est la nièce de la tsarine née Louise-Auguste de Bade, de la reine de Bavière née Caroline de Bade, et de la grande-duchesse de Hesse-Darmstadt née Wilhelmine de Bade. Elle est donc la cousine de l'archiduchesse Sophie, mère de l'empereur François-Joseph d'Autriche, qui accorde sa protection à son frère et à sa sœur en exil, mais aussi des reines de Prusse et de Saxe.
Elle est également l'arrière-petite-fille du margrave (électeur en 1803, grand-duc en 1806) Charles Ier de Bade dont le règne fit l'admiration de l'Europe des Lumières.
Veuf et vieillissant, ce prince avait conclu, en 1787, une union morganatique au grand dam de sa famille et notamment de son fils aîné et de sa belle-fille. Ces derniers craignaient en effet pour l'avenir de leurs enfants et les finances du margraviat, bien que les enfants issus de cette seconde union ne soient pas dynastes. La mère et la grand-mère de la jeune Sophie prétendaient même qu'ils n'étaient pas légitimes puisqu'ils portaient, suivant l'usage, le titre de leur mère. Ils étaient comtes de Hochberg et non princes de Bade.

## La domination française et la déchéance du roi de Suède
Cependant, les armées françaises avaient conquis l'Europe au nom de la Révolution d'abord, au nom de l'empereur Napoléon Ier ensuite. Celui-ci avait mis fin au séculaire Saint-Empire romain germanique qu'il avait remplacé par une Confédération du Rhin à laquelle il accordait son autoritaire protection. Il s'était acquis la soumission et l'alliance des princes en les élevant dans la hiérarchie princière. Ainsi les oncles et tantes de Sophie avaient-ils en 1806 ceint des couronnes par la grâce de l'empereur des Français : le duc de Bavière, époux de Caroline de Bade devint roi ; le landgrave de Hesse-Darmstadt, époux de Wilhelmine de Bade, et l'arrière-grand-père badois de Sophie, devinrent grands-ducs.
Néanmoins, l'union la plus prestigieuse des petites-filles du premier grand-duc de Bade avait été conclue avant même que Napoléon Bonaparte ait fait parler de lui : en 1793, Louise-Augusta avait été choisie par la tsarine Catherine II pour épouser son petit-fils, le futur Alexandre Ier de Russie. Le mariage de Frédérique avec le roi de Suède avait suivi, le roi de Suède souhaitant conserver les bonnes grâces de son puissant voisin. Un fils était né puis Sophie en 1801. Deux filles suivirent encore en 1805 et 1807.
Hélas, les bonnes relations que la Suède entendait maintenir avec la France impériale valurent au père de Sophie de perdre son trône. L'allié russe lui déclara la guerre et la gagna, annexant en totalité le grand-duché de Finlande, soit la moitié du royaume de Suède. Gustave IV de Suède fut déchu et Frédérique préférant l'exil avec son mari à la soumission à la noblesse rebelle, refusa d'assumer la régence pour son fils de 10 ans. La couronne suédoise revint à leur vieil oncle Charles XIII de Suède qui adopta bientôt le maréchal français Bernadotte.
D'abord retenue prisonnière avec sa mère, son frère et ses sœurs à Haga, la jeune Sophie de huit ans, prit bientôt la route de l'exil et la famille s'installa à Baden ou la petite Sophie se distingua par sa fierté et sa maîtrise de soi.
En 1812, la reine Frédérique se refusant à son mari pour ne pas enfanter en exil, l'ex-couple royal se sépara mais les enfants restèrent avec leur mère.

## Le sang de la Maison de Bade
La famille maternelle de Sophie n'allait pas mieux : faute d'héritier et la Maison de Bade risquant de s'éteindre, le grand-duc Charles II de Bade, frère de la reine Frédérique et oncle de Sophie, déclara dynastes les fils que son grand-père avait eus de sa seconde union. Les comtes de Hochberg devinrent princes de Bade et, pour donner plus de poids et quelque légitimité à l'aîné d'entre eux - qui bien qu'étant son oncle était de quatre ans son cadet - le grand-duc Charles Ier envisagea de marier celui-ci avec une princesse issue de la maison de Bade. Ne trouvant que peu de soutien chez ses sœurs épouses de princes régnants, il se tourna vers la plus déshéritée d'entre elles, la reine en exil Frédérique de Suède dont la fille aînée avait 17 ans.
La reine n'eut d'autre choix que d'acquiescer. Elle donnerait ainsi une couronne à sa fille aînée.
Ainsi le 25 juillet 1819, Sophie épousa-t-elle Léopold de Bade, un homme dont elle avait toujours entendu parler avec mépris. Elle devenait également la belle-fille de l'ambitieuse comtesse de Hochberg qui mourut l'année suivante.
Elle donna rapidement plusieurs enfants à son mari :
- Alexandrine (1820-1904), elle épouse Ernest II de Saxe-Cobourg et Gotha, frère du prince consort de Grande-Bretagne Albert, (sans postérité)
- Louis (mort jeune en 1822)
- Louis II (1824-1858), dément, qui succède à son père. Sans alliance.
- Frédéric Ier, régent du grand-duché de 1852 à 1858 puis grand-duc. Il épouse en 1856 Louise de Prusse (1838-1923), d'où le grand-duc Frédéric II et Victoria, reine de Suède
- Guillaume (1829-1897), épouse en 1863 Marie Louise Romanovsky, duchesse de Leuchtenberg (fille de la grande-duchesse Marie Nikolaïevna de Russie - fille du tsar Nicolas Ier - et de Maximilien-Joseph de Beauharnais, duc de Leuchtenberg, lui-même fils du prince Eugène et petit-fils du roi Maximilien Ier de Bavière) (postérité). Le prince Guillaume est général dans l'armée prussienne. Son fils, le prince Maximilien de Bade sera le dernier chancelier de l'Empire allemand,
- Charles (de) (1832-1906), épouse morganatiquement Rosalie von Beust
- Marie (1834-1899), princesse de Linange par son mariage avec Ernest de Leiningen (1830-1904)
- Cécile (1839-1891) (en russe Olga Feodorovna), grande-duchesse de Russie par son mariage en 1857 avec Michel Nikolaievitch de Russie (1832-1902)

## L'affaire Kaspar Hauser et ses suites

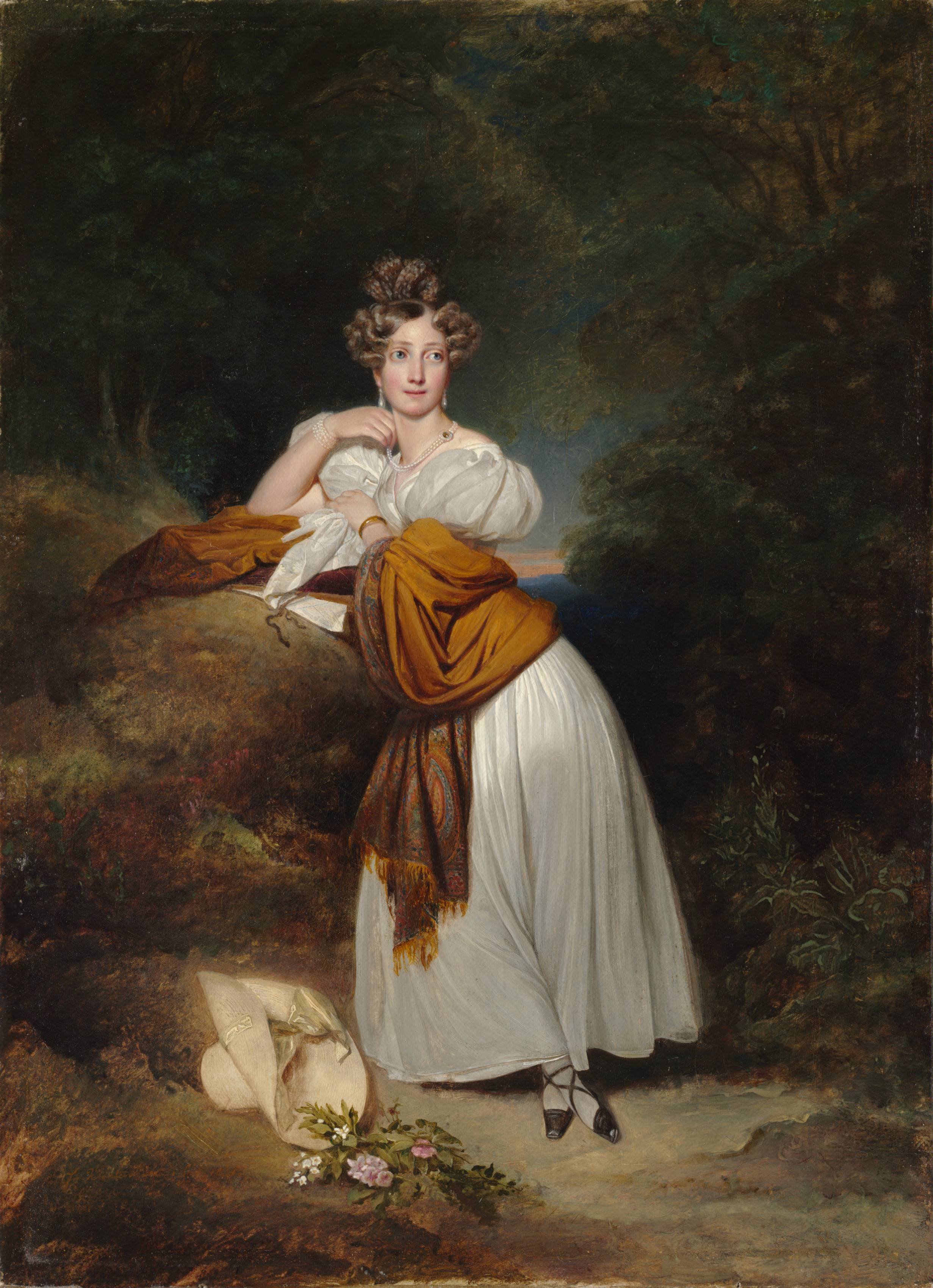
La grande-duchesse Sophie (Winterhalter, 1832)

En 1828 apparut en Bavière Kaspar Hauser, un jeune homme inconnu et limité mentalement qu'on suspecta bientôt d'être le fis aîné subitement décédé en 1812 du feu grand-duc Charles Ier et de la grande-duchesse douairière Stéphanie et de ce fait le légitime héritier de la couronne grand-ducale de Bade. La grande-duchesse douairière (douairière fort jeune et fort jolie d'après un diplomate), après l'avoir vu de loin, en fut même persuadée mais par dignité et sens du devoir n'en souffla mot.
En 1830, Le grand-duc Louis Ier, dernier membre masculin de la Maison de Bade mourut et, conformément aux accords de 1818, Léopold, soutenu fermement par Sophie, devint malgré lui grand-duc de Bade. La même année le prince de Wasa, frère de Sophie, épousa la princesse Louise de Bade, fille du feu grand-duc Charles Ier et de la grande-duchesse Stéphanie. Les liens entre les maisons de Bade et de Vasa se resserraient quand bien même ces mariages tournèrent rapidement à la catastrophe conjugale. Louise de Bade et Gustave de Vasa se séparèrent en 1843.
En 1833, Kaspar Hauser fut assassiné et l'ambitieuse Sophie fut suspectée d'être la commanditaire du meurtre. Consterné, le grand-duc Léopold sombra dans l'alcoolisme et s'éloigna de sa femme qui prit un amant. On doute donc fort de la légitimité de la princesse Cécile qui naquit en 1839.
En 1848, le couple grand-ducal dut s'enfuir devant la révolution avant d'être rétabli par les troupes prussiennes. Léopold mourut en 1852. Son fils régna sous le nom de Louis II mais avait déjà sombré dans la folie, nourrissant une haine incontrôlable envers sa mère qu'il traitait publiquement de sorcière.
La régence fut confiée à son frère cadet, le prince Frédéric de Bade qui épousa en 1856 Louise de Prusse, fille du futur roi de Prusse et empereur allemand Guillaume Ier. Il devint grand-duc à la mort de son frère en 1858.
La populaire et discrète grande-duchesse douairière Stéphanie s'éteignit dignement en 1860, à Nice. Depuis le rétablissement de l'Empire français, elle avait le droit de séjourner en France.
Sophie de Suède, grande-duchesse douairière de Bade, s'éteignit à Karlsruhe cinq ans plus tard.

## Épilogue
En 1881, sa petite-fille, la princesse Victoria de Bade épousa le roi Gustave V de Suède. Elle apportait entre autres à la dynastie Bernadotte le sang des Vasa et fut accueillie avec joie par ses futurs sujets qui la surnommèrent "la princesse Vasa". À l'instar des mariages de ses ancêtres, le mariage de Victoria ne fut guère heureux.
La grande-duchesse Sophie est également la grand-mère du prince Maximilien de Bade, grand-duc héritier en 1907 et dernier chancelier de l'empire qui proclama en 1918 la chute de la monarchie allemande.